# NHL 2010/11
Die Saison 2010/11 der National Hockey League war die 93. ausgespielte Saison der nordamerikanischen Eishockeyprofiliga. Die reguläre Saison begann am 7. Oktober 2010 mit einer Auftaktpartie zwischen den Carolina Hurricanes und den Minnesota Wild in Helsinki erneut in Europa. Insgesamt wurden sechs Spiele in Stockholm, Prag und Helsinki ausgetragen. Die Playoffs endeten am 15. Juni 2011 mit dem sechsten Stanley-Cup-Gewinn der Boston Bruins.
Neben dem dritten Saisonauftakt in Europa in Folge wurde am 1. Januar 2011 das vierte NHL Winter Classic in der Geschichte der Liga ausgetragen, hier trafen die Pittsburgh Penguins im Heinz Field auf die Washington Capitals. Darüber hinaus fand am 20. Februar 2011 das zweite NHL Heritage Classic statt, in dem die Calgary Flames im McMahon Stadium auf die Montréal Canadiens trafen. Das NHL All-Star Game, das im Jahr zuvor aufgrund des olympischen Eishockeyturniers ausgefallen war, fand am 30. Januar 2011 im RBC Center in Raleigh, North Carolina statt.

## Voraussetzungen

### Erhöhung des Salary Caps
Die Salary Caps, die durch die Liga festgesetzten Gehaltsobergrenzen für Spieler, wurden zum sechsten Mal in Folge erhöht und mit 59,4 Millionen US-Dollar pro Team um weitere 2,6 Millionen US-Dollar angehoben.

## Entry Draft
- Hauptartikel: NHL Entry Draft 2010

Der 48. NHL Entry Draft fand am 25. und 26. Juni 2010 im Staples Center in Los Angeles, Kalifornien statt. Die Edmonton Oilers gewannen die Draft-Lotterie und behielten ihren ersten Platz als schlechtestes Team der vergangenen Spielzeit.
An erster Position wählten die Edmonton Oilers den kanadischen Angreifer Taylor Hall aus. Auf den Plätzen zwei bis fünf folgten drei Stürmer und ein Verteidiger, darunter auf Rang drei der Kanadier Erik Gudbranson, der von den Florida Panthers ausgewählt wurde. Unter den zehn zuerst gedrafteten Spielern befanden sich neben sieben Kanadiern auch jeweils ein Schweizer, ein Russe und ein Finne. Der beste US-Amerikaner war mit Rang 11 Jack Campbell, der von den Dallas Stars ausgewählt wurde.
Insgesamt sicherten sich die 30 Franchises die Rechte an 210 Spielern. Der erste Deutsche, der beim Draft ausgewählt wurde, war Tom Kühnhackl von den Landshut Cannibals, der in der vierten Runde an insgesamt 110. Position von den Pittsburgh Penguins ausgewählt wurde.

### Top-5-Picks
| #  | Spieler           | Nationalität | Pos | NHL Team              | College/Junior/Club Team   |
| -- | ----------------- | ------------ | --- | --------------------- | -------------------------- |
| 1. | Taylor Hall       | Kanada       | LW  | Edmonton Oilers       | Windsor Spitfires (OHL)    |
| 2. | Tyler Seguin      | Kanada       | C   | Boston Bruins         | Plymouth Whalers (OHL)     |
| 3. | Erik Gudbranson   | Kanada       | D   | Florida Panthers      | Kingston Frontenacs (OHL)  |
| 4. | Ryan Johansen     | Kanada       | C   | Columbus Blue Jackets | Portland Winterhawks (WHL) |
| 5. | Nino Niederreiter | Schweiz      | LW  | New York Islanders    | Portland Winterhawks (WHL) |

## Reguläre Saison

### Abschlusstabellen
Abkürzungen: GP = Spiele, W = Siege, L = Niederlagen, OTL = Niederlage nach Overtime bzw. Shootout, GF = Erzielte Tore, GA = Gegentore, Pts = Punkte

Erläuterungen: In Klammern befindet sich die Platzierung innerhalb der Conference; = Playoff-Qualifikation, = Division-Sieger, = Conference-Sieger, = Presidents’-Trophy-Gewinner

#### Eastern Conference
| Atlantic Division       | GP | W  | L  | OTL | GF  | GA  | Pts |
| ----------------------- | -- | -- | -- | --- | --- | --- | --- |
| Philadelphia Flyers (2) | 82 | 47 | 23 | 12  | 259 | 223 | 106 |
| Pittsburgh Penguins (4) | 82 | 49 | 25 | 8   | 238 | 199 | 106 |
| New York Rangers (8)    | 82 | 44 | 33 | 5   | 233 | 198 | 93  |
| New Jersey Devils (11)  | 82 | 38 | 39 | 5   | 174 | 209 | 81  |
| New York Islanders (14) | 82 | 30 | 39 | 13  | 229 | 264 | 73  |

| Northeast Division        | GP | W  | L  | OTL | GF  | GA  | Pts |
| ------------------------- | -- | -- | -- | --- | --- | --- | --- |
| Boston Bruins (3)         | 82 | 46 | 25 | 11  | 246 | 195 | 103 |
| Canadiens de Montréal (6) | 82 | 44 | 30 | 8   | 216 | 209 | 96  |
| Buffalo Sabres (7)        | 82 | 43 | 29 | 10  | 245 | 229 | 96  |
| Toronto Maple Leafs (10)  | 82 | 37 | 34 | 11  | 218 | 251 | 85  |
| Ottawa Senators (13)      | 82 | 32 | 40 | 10  | 192 | 250 | 74  |

| Southeast Division      | GP | W  | L  | OTL | GF  | GA  | Pts |
| ----------------------- | -- | -- | -- | --- | --- | --- | --- |
| Washington Capitals (1) | 82 | 48 | 23 | 11  | 224 | 197 | 107 |
| Tampa Bay Lightning (5) | 82 | 46 | 25 | 11  | 247 | 240 | 103 |
| Carolina Hurricanes (9) | 82 | 40 | 31 | 11  | 236 | 239 | 91  |
| Atlanta Thrashers (12)  | 82 | 34 | 36 | 12  | 223 | 269 | 80  |
| Florida Panthers (15)   | 82 | 30 | 40 | 12  | 195 | 229 | 72  |

#### Western Conference
| Central Division           | GP | W  | L  | OTL | GF  | GA  | Pts |
| -------------------------- | -- | -- | -- | --- | --- | --- | --- |
| Detroit Red Wings (3)      | 82 | 47 | 25 | 10  | 261 | 241 | 104 |
| Nashville Predators (5)    | 82 | 44 | 27 | 11  | 219 | 194 | 99  |
| Chicago Blackhawks (8)     | 82 | 44 | 29 | 9   | 258 | 225 | 97  |
| St. Louis Blues (11)       | 82 | 38 | 33 | 11  | 240 | 234 | 87  |
| Columbus Blue Jackets (13) | 82 | 34 | 35 | 13  | 215 | 258 | 81  |

| Northwest Division      | GP | W  | L  | OTL | GF  | GA  | Pts |
| ----------------------- | -- | -- | -- | --- | --- | --- | --- |
| Vancouver Canucks (1)   | 82 | 54 | 19 | 9   | 262 | 185 | 117 |
| Calgary Flames (10)     | 82 | 41 | 29 | 12  | 250 | 237 | 94  |
| Minnesota Wild (12)     | 82 | 39 | 35 | 8   | 206 | 233 | 86  |
| Colorado Avalanche (14) | 82 | 30 | 44 | 8   | 227 | 288 | 68  |
| Edmonton Oilers (15)    | 82 | 25 | 45 | 12  | 193 | 269 | 62  |

| Pacific Division      | GP | W  | L  | OTL | GF  | GA  | Pts |
| --------------------- | -- | -- | -- | --- | --- | --- | --- |
| San Jose Sharks (2)   | 82 | 48 | 25 | 9   | 248 | 213 | 105 |
| Anaheim Ducks (4)     | 82 | 47 | 30 | 5   | 239 | 235 | 99  |
| Phoenix Coyotes (6)   | 82 | 43 | 26 | 13  | 231 | 226 | 99  |
| Los Angeles Kings (7) | 82 | 46 | 30 | 6   | 219 | 198 | 98  |
| Dallas Stars (9)      | 82 | 42 | 29 | 11  | 227 | 233 | 95  |

### Beste Scorer
Mit 104 Punkten führte Daniel Sedin die Scorerliste der NHL an. Sein Bruder Henrik Sedin erreichte den Saisonbestwert von 75 Torvorlagen. Bester Torschütze war Corey Perry mit 50 Treffern. In der Plus/Minus-Wertung führte Zdeno Chára mit einem Wert von + 33. Die meisten Powerplay-Tore erzielte Daniel Sedin, der 18 Mal in Überzahl traf. Alexander Owetschkin war mit 367 Schüssen der Spieler, der am häufigsten aufs Tor schoss. In Unterzahl war Frans Nielsen mit sieben Toren am häufigsten erfolgreich. 24,7 % der Schüsse von Sjarhej Kaszizyn fanden den Weg ins Tor. Mit 307 Strafminuten war Zenon Konopka in dieser Saison der böse Bube. Ľubomír Višňovský war mit 18 Toren und 68 Punkten der erfolgreichste Verteidiger.
Abkürzungen: GP = Spiele, G = Tore, A = Assists, Pts = Punkte, +/− = Plus/Minus, PIM = Strafminuten; Fett: Saisonbestwert
| Spieler              | Team       | GP | G  | A  | Pts | +/− | PIM |
| -------------------- | ---------- | -- | -- | -- | --- | --- | --- |
| Daniel Sedin         | Vancouver  | 82 | 41 | 63 | 104 | +30 | 32  |
| Martin St. Louis     | Tampa Bay  | 82 | 31 | 68 | 99  | ±0  | 12  |
| Corey Perry          | Anaheim    | 82 | 50 | 48 | 98  | +9  | 104 |
| Henrik Sedin         | Vancouver  | 82 | 19 | 75 | 94  | +26 | 40  |
| Steven Stamkos       | Tampa Bay  | 82 | 45 | 46 | 91  | +3  | 74  |
| Jarome Iginla        | Calgary    | 82 | 43 | 43 | 86  | ±0  | 40  |
| Alexander Owetschkin | Washington | 79 | 32 | 53 | 85  | +24 | 41  |
| Teemu Selänne        | Anaheim    | 73 | 31 | 49 | 80  | +6  | 49  |
| Henrik Zetterberg    | Detroit    | 80 | 24 | 56 | 80  | −1  | 40  |
| Brad Richards        | Dallas     | 72 | 28 | 49 | 77  | +1  | 24  |

### Beste Torhüter
Abkürzungen: GP = Spiele, TOI = Eiszeit (in Minuten), W = Siege, L = Niederlagen, OTL = Overtime/Shootout-Niederlagen, GA = Gegentore, SO = Shutouts, Sv% = gehaltene Schüsse (in %), GAA = Gegentorschnitt; Fett: Saisonbestwert
| Spieler         | Team       | GP | TOI     | W  | L  | OTL | GA  | SO | Sv%  | GAA  |
| --------------- | ---------- | -- | ------- | -- | -- | --- | --- | -- | ---- | ---- |
| Tim Thomas      | Boston     | 57 | 3363:58 | 35 | 11 | 9   | 112 | 9  | .938 | 2.00 |
| Roberto Luongo  | Vancouver  | 60 | 3589:39 | 38 | 15 | 7   | 126 | 4  | .928 | 2.11 |
| Pekka Rinne     | Nashville  | 64 | 3789:15 | 33 | 22 | 9   | 134 | 6  | .930 | 2.12 |
| Semjon Warlamow | Washington | 27 | 1560:03 | 11 | 9  | 5   | 58  | 2  | .924 | 2.23 |
| Cory Schneider  | Vancouver  | 25 | 1371:47 | 16 | 4  | 2   | 51  | 1  | .929 | 2.23 |

### Beste Rookiescorer
Mit 63 Punkten führte Jeff Skinner die Rookies als bester Scorer an. Bester Vorlagengeber war Kevin Shattenkirk mit 34 Assists. Michael Grabner erzielte die meisten Tore und war 34 Mal erfolgreich. In der Plus/Minus-Wertung führte Adam McQuaid mit einem Wert von + 30. Die meisten Powerplay-Tore erzielte Logan Couture, der zehn Mal in Überzahl traf. Logan Couture war mit 253 Schüssen der Spieler, der am häufigsten aufs Tor schoss. In Unterzahl war es Michael Grabner, der mit sechs Toren am häufigsten traf. 22 % der Schüsse von Matt Calvert fanden den Weg ins Tor. Mit 147 Strafminuten war Matt Martin in dieser Saison der böse Bube unter den Rookies. Kevin Shattenkirk war mit 43 Punkten der erfolgreichste Verteidiger.
Abkürzungen: GP = Spiele, G = Tore, A = Assists, Pts = Punkte, +/− = Plus/Minus, PIM = Strafminuten
| Spieler         | Team         | GP | G  | A  | Pts | +/− | PIM |
| --------------- | ------------ | -- | -- | -- | --- | --- | --- |
| Jeff Skinner    | Carolina     | 82 | 31 | 32 | 63  | +3  | 46  |
| Logan Couture   | San Jose     | 79 | 32 | 24 | 56  | +18 | 41  |
| Michael Grabner | NY Islanders | 76 | 34 | 18 | 52  | +13 | 10  |
| Tyler Ennis     | Buffalo      | 82 | 20 | 29 | 49  | ±0  | 30  |
| Derek Stepan    | NY Rangers   | 82 | 21 | 24 | 45  | +8  | 20  |

## Stanley-Cup-Playoffs
|  | Conference-Viertelfinale                              | Conference-Viertelfinale | Conference-Viertelfinale |                    | Conference-Halbfinale | Conference-Halbfinale | Conference-Halbfinale |               |                   | Conference-Finale | Conference-Finale | Conference-Finale |  |  | Stanley-Cup-Finale | Stanley-Cup-Finale | Stanley-Cup-Finale |
|  |                                                       |                          |                          |                    |                       |                       |                       |               |                   |                   |                   |                   |  |  |                    |                    |                    |
|  | 1                                                     | Washington Capitals      | 4                        |                    | 1                     | Washington Capitals   | 0                     |               |                   |                   |                   |                   |  |  |                    |                    |                    |
|  | 8                                                     | New York Rangers         | 1                        | 5                  | Tampa Bay Lightning   | 4                     |                       |               |                   |                   |                   |                   |  |  |                    |                    |                    |
|  |                                                       |                          |                          |                    |                       |                       |                       |               |                   |                   |                   |                   |  |  |                    |                    |                    |
|  | 2                                                     | Philadelphia Flyers      | 4                        | Eastern Conference | Eastern Conference    | Eastern Conference    |                       |               |                   |                   |                   |                   |  |  |                    |                    |                    |
|  | 2                                                     | Philadelphia Flyers      | 4                        | Eastern Conference | Eastern Conference    | Eastern Conference    |                       |               |                   |                   |                   |                   |  |  |                    |                    |                    |
|  | 7                                                     | Buffalo Sabres           | 3                        |                    |                       |                       |                       |               |                   |                   |                   |                   |  |  |                    |                    |                    |
|  | 7                                                     | Buffalo Sabres           | 3                        | 5                  | Tampa Bay Lightning   | 3                     |                       |               |                   |                   |                   |                   |  |  |                    |                    |                    |
|  |                                                       |                          |                          | 5                  | Tampa Bay Lightning   | 3                     |                       |               |                   |                   |                   |                   |  |  |                    |                    |                    |
|  |                                                       | 3                        | Boston Bruins            | 4                  |                       |                       |                       |               |                   |                   |                   |                   |  |  |                    |                    |                    |
|  | 3                                                     | 3                        | Boston Bruins            | 4                  | Boston Bruins         | 4                     |                       |               |                   |                   |                   |                   |  |  |                    |                    |                    |
|  | 3                                                     |                          |                          |                    | Boston Bruins         | 4                     |                       |               |                   |                   |                   |                   |  |  |                    |                    |                    |
|  | 6                                                     | Canadiens de Montréal    | 3                        |                    |                       |                       |                       |               |                   |                   |                   |                   |  |  |                    |                    |                    |
|  | 6                                                     | Canadiens de Montréal    | 3                        |                    |                       |                       |                       |               |                   |                   |                   |                   |  |  |                    |                    |                    |
|  |                                                       |                          |                          |                    |                       |                       |                       |               |                   |                   |                   |                   |  |  |                    |                    |                    |
|  | 4                                                     | Pittsburgh Penguins      | 3                        | 2                  | Philadelphia Flyers   | 0                     |                       |               |                   |                   |                   |                   |  |  |                    |                    |                    |
|  | 4                                                     | Pittsburgh Penguins      | 3                        | 2                  | Philadelphia Flyers   | 0                     |                       |               |                   |                   |                   |                   |  |  |                    |                    |                    |
|  | 5                                                     | Tampa Bay Lightning      | 4                        | 3                  | Boston Bruins         | 4                     |                       |               |                   |                   |                   |                   |  |  |                    |                    |                    |
|  | 5                                                     | Tampa Bay Lightning      | 4                        | 3                  | Boston Bruins         | 4                     | E3                    | Boston Bruins | 4                 |                   |                   |                   |  |  |                    |                    |                    |
|  | (Die Teams werden nach der ersten Runde neu gesetzt.) |                          |                          |                    |                       |                       | E3                    | Boston Bruins | 4                 |                   |                   |                   |  |  |                    |                    |                    |
|  |                                                       | W1                       | Vancouver Canucks        | 3                  |                       |                       |                       |               |                   |                   |                   |                   |  |  |                    |                    |                    |
|  | 1                                                     | W1                       | Vancouver Canucks        | 3                  | Vancouver Canucks     | 4                     |                       | 1             | Vancouver Canucks | 4                 |                   |                   |  |  |                    |                    |                    |
|  | 1                                                     |                          |                          |                    | Vancouver Canucks     | 4                     |                       | 1             | Vancouver Canucks | 4                 |                   |                   |  |  |                    |                    |                    |
|  | 8                                                     | Chicago Blackhawks       | 3                        | 5                  | Nashville Predators   | 2                     |                       |               |                   |                   |                   |                   |  |  |                    |                    |                    |
|  | 8                                                     | Chicago Blackhawks       | 3                        | 5                  | Nashville Predators   | 2                     |                       |               |                   |                   |                   |                   |  |  |                    |                    |                    |
|  |                                                       |                          |                          |                    |                       |                       |                       |               |                   |                   |                   |                   |  |  |                    |                    |                    |
|  | 2                                                     | San Jose Sharks          | 4                        |                    |                       |                       |                       |               |                   |                   |                   |                   |  |  |                    |                    |                    |
|  | 2                                                     | San Jose Sharks          | 4                        |                    |                       |                       |                       |               |                   |                   |                   |                   |  |  |                    |                    |                    |
|  | 7                                                     | Los Angeles Kings        | 2                        |                    |                       |                       |                       |               |                   |                   |                   |                   |  |  |                    |                    |                    |
|  | 7                                                     | Los Angeles Kings        | 2                        | 1                  | Vancouver Canucks     | 4                     |                       |               |                   |                   |                   |                   |  |  |                    |                    |                    |
|  |                                                       |                          |                          | 1                  | Vancouver Canucks     | 4                     |                       |               |                   |                   |                   |                   |  |  |                    |                    |                    |
|  |                                                       | 2                        | San Jose Sharks          | 1                  |                       |                       |                       |               |                   |                   |                   |                   |  |  |                    |                    |                    |
|  | 3                                                     | 2                        | San Jose Sharks          | 1                  | Detroit Red Wings     | 4                     |                       |               |                   |                   |                   |                   |  |  |                    |                    |                    |
|  | 3                                                     |                          |                          |                    | Detroit Red Wings     | 4                     |                       |               |                   |                   |                   |                   |  |  |                    |                    |                    |
|  | 6                                                     | Phoenix Coyotes          | 0                        | Western Conference | Western Conference    | Western Conference    |                       |               |                   |                   |                   |                   |  |  |                    |                    |                    |
|  | 6                                                     | Phoenix Coyotes          | 0                        | Western Conference | Western Conference    | Western Conference    |                       |               |                   |                   |                   |                   |  |  |                    |                    |                    |
|  |                                                       |                          |                          |                    |                       |                       |                       |               |                   |                   |                   |                   |  |  |                    |                    |                    |
|  | 4                                                     | Anaheim Ducks            | 2                        | 2                  | San Jose Sharks       | 4                     |                       |               |                   |                   |                   |                   |  |  |                    |                    |                    |
|  | 5                                                     | Nashville Predators      | 4                        | 3                  | Detroit Red Wings     | 3                     |                       |               |                   |                   |                   |                   |  |  |                    |                    |                    |

## Auszeichnungen

### All-Star-Teams
| First All-Star-Team |                                           |
| Angriff:            | Henrik Sedin – Daniel Sedin – Corey Perry |
| Verteidigung:       | Nicklas Lidström – Shea Weber             |
| Tor:                | Tim Thomas                                |

| Second All-Star-Team |                                                          |
| Angriff:             | Alexander Owetschkin – Steven Stamkos – Martin St. Louis |
| Verteidigung:        | Zdeno Chára – Ľubomír Višňovský                          |
| Tor:                 | Pekka Rinne                                              |

### All-Rookie-Team
| All-Rookie-Team |                                                |
| Angriff:        | Logan Couture – Michael Grabner – Jeff Skinner |
| Verteidigung:   | John Carlson – P. K. Subban                    |
| Tor:            | Corey Crawford                                 |

### Vergebene Trophäen
- Hauptartikel: NHL Awards 2011

| Auszeichnung                          | Spieler                                        | Team                |
| ------------------------------------- | ---------------------------------------------- | ------------------- |
| Art Ross Trophy                       | Daniel Sedin                                   | Vancouver Canucks   |
| Bill Masterton Memorial Trophy        | Ian Laperrière                                 | Philadelphia Flyers |
| Calder Memorial Trophy                | Jeff Skinner                                   | Carolina Hurricanes |
| Conn Smythe Trophy                    | Tim Thomas                                     | Boston Bruins       |
| Frank J. Selke Trophy                 | Ryan Kesler                                    | Vancouver Canucks   |
| Hart Memorial Trophy                  | Corey Perry                                    | Anaheim Ducks       |
| Jack Adams Award                      | Dan Bylsma                                     | Pittsburgh Penguins |
| James Norris Memorial Trophy          | Nicklas Lidström                               | Detroit Red Wings   |
| King Clancy Memorial Trophy           | Doug Weight                                    | New York Islanders  |
| Lady Byng Memorial Trophy             | Martin St. Louis                               | Tampa Bay Lightning |
| Lester Patrick Trophy                 | Mark Johnson Bob Pulford Tony Rossi Jeff Sauer |                     |
| Mark Messier Leadership Award         | Zdeno Chára                                    | Boston Bruins       |
| Maurice ‚Rocket‘ Richard Trophy       | Corey Perry                                    | Anaheim Ducks       |
| NHL Foundation Player Award           | Dustin Brown                                   | Los Angeles Kings   |
| NHL General Manager of the Year Award | Mike Gillis                                    | Vancouver Canucks   |
| NHL Plus/Minus Award (inoffiziell)    | Zdeno Chára                                    | Boston Bruins       |
| Roger Crozier Saving Grace Award      | Tim Thomas                                     | Boston Bruins       |
| Ted Lindsay Award                     | Daniel Sedin                                   | Vancouver Canucks   |
| Vezina Trophy                         | Tim Thomas                                     | Boston Bruins       |
| William M. Jennings Trophy            | Roberto Luongo                                 | Vancouver Canucks   |
| William M. Jennings Trophy            | Cory Schneider                                 | Vancouver Canucks   |
| Presidents’ Trophy                    | Presidents’ Trophy                             | Vancouver Canucks   |
| Prince of Wales Trophy                | Prince of Wales Trophy                         | Boston Bruins       |
| Clarence S. Campbell Bowl             | Clarence S. Campbell Bowl                      | Vancouver Canucks   |
| Stanley Cup                           | Stanley Cup                                    | Boston Bruins       |